# جغرافیای نیجریه

موقعیت نیجریه در آفریقا

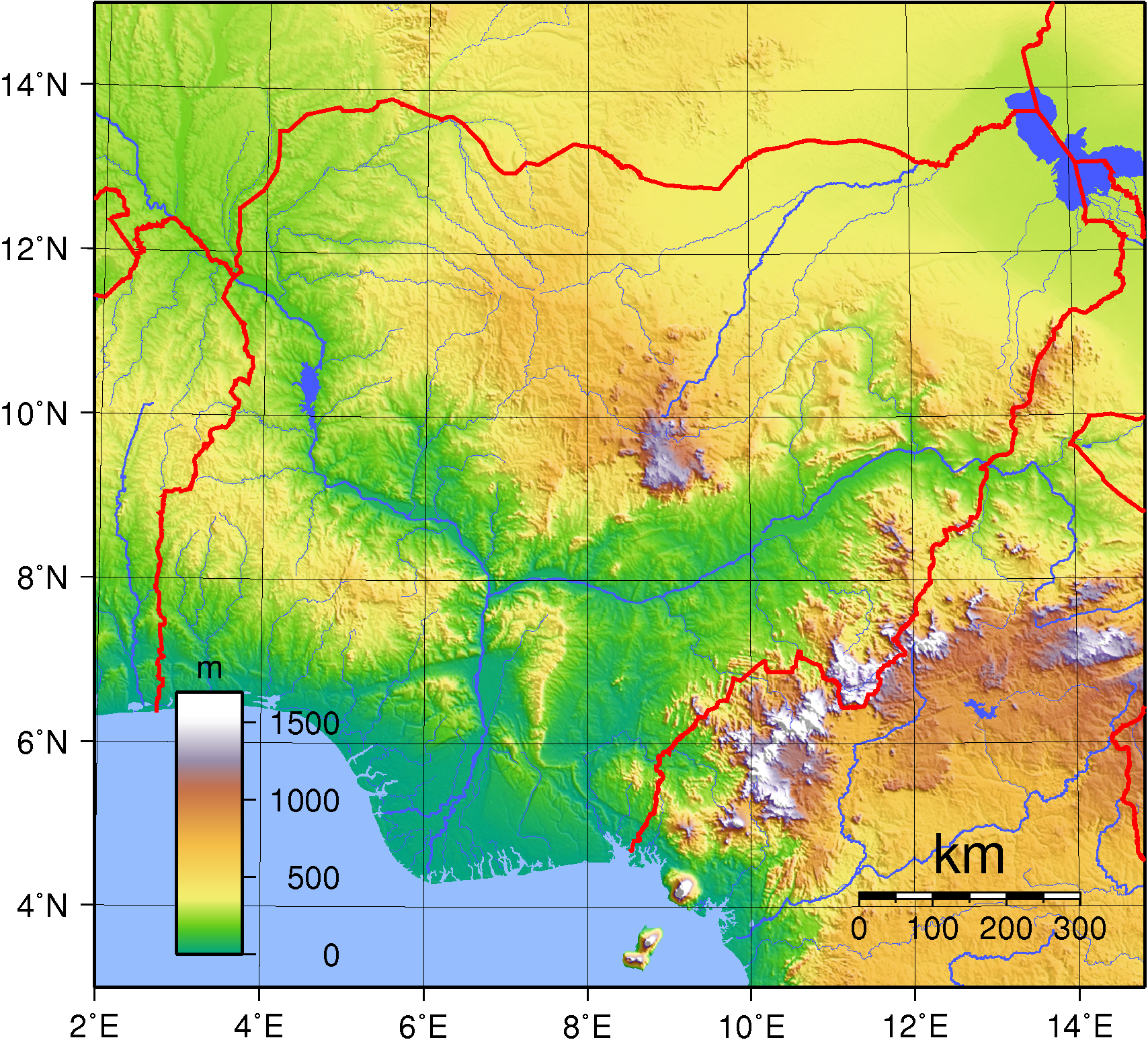
نقشه ناهمواری‌های نیجریه

نیجریه کشوری در غرب آفریقا است. نیجریه از غرب با جمهوری بنین، از شرق با چاد و کامرون و از شمال با نیجر مرز مشترک دارد. ساحل آن در خلیج گینه در جنوب قرار دارد و از شمال شرقی با دریاچه چاد هم‌مرز است.
نیجریه از جغرافیای متنوعی برخوردار است، آب و هوای آن از خشک تا مرطوب استوایی متفاوت است. با این حال، متنوع‌ترین ویژگی نیجریه مردم آن است. صدها زبان در این کشور صحبت می‌شود، از جمله یوروبا، ایگبو، فولا، هاوسا، ادو، ایبیبیو، تیو و انگلیسی. نیجریه را اغلب «غول آفریقا» می‌نامند. این نام از وسعت سرزمین، تنوع مردمان و زبان‌ها، جمعیت عظیم (پرشمارترین در آفریقا) و نفت و سایر منابع طبیعی آن ناشی شده‌است. این کشور دارای منابع طبیعی فراوان، به ویژه ذخایر زیادی از نفت و گاز طبیعی است. 
نیجریه وصله‌ای از مناطق متمایز، از جمله بیابان‌ها، دشت‌ها، باتلاق‌ها، کوه‌ها و جنگل‌های مه‌گرفته است. از ویژگی‌های جغرافیایی قابل توجه در نیجریه می‌توان به ارتفاعات آداماوا، فلات مامبیلا، فلات جوس، فلات اوبودو، رود نیجر، رود بنو و دلتای نیجر اشاره کرد.
این کشور دارای یکی از بزرگ‌ترین شبکه‌های رودخانه‌ای در جهان است، از جمله دلتای نیجر، سومین دلتای بزرگ روی زمین در این کشور قرار دارد. بیشتر مناطق نیجریه پوشیده از دشت و گرم‌دشتاست. این علفزارهای گرمسیری تا جایی که چشم می‌بیند گسترش می‌یابد و در اینجا و آنجا درختان و بوته‌هایی در آن دیده می‌شود. دشت‌های جنوب غربی محل زندگی مردم یوروبا است، که هزاران سال است در آنجا زندگی می‌کنند. 
پایتخت کشور در سال ۱۹۷۶ از لاگوس به آبوجا منتقل شد. اما لاگوس همچنان جایگاه خود را به عنوان شهر تجاری و صنعتی پیشرو کشور حفظ کرده است.